# Donji Turni
Donji Turni – wieś w Chorwacji, w żupanii primorsko-gorskiej, w mieście Delnice. W 2011 roku pozostawała niezamieszkana.